# Вільшани (Хустський район)
Вільша́ни — село в Україні, у Закарпатській області, Хустському районі. Входить до складу Драгівської сільської громади.

## Географія
На північному сході від села річка Вільшанка впадає у Тереблю.

## Назва
Назва села вперше згадується в XV столітті.
Згадка назви села в різних історичних джерелах: 1888 — Vulsánya (Hnt.), 1892 — Vulsánya (Hnt.), 1898 — Vulsána (Hnt.), 1913 — Égermező (Hnt.), 1918 — Égermező (Hnt.), 1944 — Vulsana, Вулшана (Hnt.), 1983 — Вільшани, Ольшаны (ZO).

## Церква Успіння пр. Богородиці (1928 рік)
Зберігся зошит з 1926 р., в якому розписано надходження коштів на спорудження церкви як грошових внесків, внесків на коляду, складено також кошторис робіт. Проєкт церкви виконав майстер-будівельник Фран-тішек Франк у Хусті 20 травня 1927 р. Проєкт передбачав дві маленькі главки обабіч вежі та нижчий дах над вівтарем, але цього не було зроблено. Церкву збудували із смереки, дахи вкрили ґонтом, стіни — піками (ґонтами з загостреними нижніми кінцями).
Нове село постало з присілка Бовцар, тому в 1955 р. Михайло Рішко організував перенесення церкви в присілок Глисний. Ікони для іконостаса намалював ієромонах Варнава в 1949 році.
На зворотному боці намісних ікон ледь можна прочитати прізища пожертвувачів, серед яких названо Рущаків. Ікони на царських дверях оплатили Марія Росоха та Христина Рошко. Під час ремонту на початку 1970-х років церкву вкрили бляхою.

## Теребле-Ріцька ГЕС
За СРСР було вирішено спорудити Теребле-Ріцьку ГЕС з водосховищем на ріці Тереблі. Територія Вільшан підлягала затопленню.

## Присілки

### Бовцар
Назва присілка походить з волоської та означає "місце для волів".
Згадки назви присілка в різних історичних джерелах: 1877 — Bocara (Hnt.), 1892 — Boczára (Hnt.), 1898 — Boczárja (Hnt.), 1904 — Boczárja, Rákócziszállás (Lelkes 66), 1907 — Rákócziszállás (Hnt.), 1913 — Rákócziszállás (Hnt.), 1944 — Bolcárja, Бовцаря (Hnt.).

### Глисна
Об'єднане з селом Вільшани рішенням облвиконкому Закарпатської області №155 від 15.04.1967.
Згадки назви присілка в різних історичних джерелах: 1864 — Hliszna (Pesty), 1865 — Hliszna (Sebestyén 2008: 208), 1882 — Kleszna (Hnt.), 1888 — Hlészna (Hnt.), 1892 — Hlészna (Hnt.), 1898 — Hlészna (Hnt.), 1913 — Sorompó (Hnt.), 1930 — Hližná (ComMarmUg. 52), 1944 — Hliszna, Глисна (Hnt.), 1961 — Глисна (ZO).

## Відомі люди
- Артур Кікіна — інженер-конструктор. Професійним напрямком його робіт є проектування сталевих і залізобетонних дорожніх і залізничних мостів, а також різних будівельних споруд, а також вивчення і проектування численних мостових споруд, працює та живе в Угорщині.
- Світлана Макаревська (1947) — українська поетеса. У 1953—1956 навчалася в початкових класах Вільшанської школи.
- Петро Олександрович Голубка (1989) — український шахіст,чемпіон України,гросмейстер. В 1992—1994 навчався в дитсадку Вільшан.